# Armen Movsissian
Armen Movsisyan (en arménien : Արմեն Մովսիսյան), né le 13 janvier 1962 à Kapan et mort le 21 septembre 2015 en Allemagne, est un homme politique arménien.
Il est ministre de l'Énergie et des Ressources naturelles de 2001 à 2014, puis conseiller du président.